# Frida Gustavsson
Frida Gustavsson (Stockholm, 6 juni 1993) is een Zweeds topmodel.

## Carrière
Gustavsson begon met lokaal modellenwerk in 2008 en vond hierna haar weg naar Japan. Haar carrière nam een positieve noot aan toen ze tekende bij IMG in 2009. Hierna opende ze de herfst haute-couture-collectie van Valentino in Parijs.
Sinds dat moment liep ze voor onder andere Louis Vuitton, Chanel, Fendi, Christian Dior, Hermès, Dolce & Gabbana, Givenchy, Yves Saint Laurent, Ralph Lauren en Versace.
Ze was het op drie na meest gevraagde model van het 2010 lenteseizoen na Kasia Struss, Liu Wen en Constance Jablonski. Gustavsson heeft in tijdschriften gestaan zoals Elle, W, Numéro, de Amerikaanse, Italiaanse, Franse, Britse, Duitse en Japanse Vogue, L'Officiel en Crash. In maart 2012 verscheen ze op de cover van de Duitse Vogue. Ze verscheen verder ook nog in verschillende advertentiecampagnes van Marc Jacobs, Jill Stuart, Anna Sui, H&M, Max Mara en Prada.
Gustavsson won de Elle Sweden's Model of the Year award in 2011.

## Persoonlijk leven
Gustavsson studeerde in juni 2011 af van het St Martins Gymnasium in Sundbyberg te Zweden. Ze droomt ervan een styliste te worden en is vooral geïnteresseerd in patroon en productontwerp.
Ze is getrouwd met Hjalmar Rechlin.